# Chambre des représentants de Caroline du Nord
Bâtiment législatif de l'État Caroline du Nord, Raleigh
La Chambre des représentants de Caroline du Nord (en anglais : North Carolina House of Representatives) est la chambre basse de l'Assemblée générale de Caroline du Nord, l'organe législatif de l'État américain de la Caroline du Nord.

## Système électoral
La Chambre des représentants de Caroline du Nord est composée de 120 sièges pourvus pour deux ans au scrutin uninominal majoritaire à un tour dans autant de circonscriptions,. 
Pour se présenter, un candidat doit avoir au moins 21 ans et résider dans sa circonscription depuis au moins un an avant l'élection.

## Siège
La Chambre des représentants siège dans le bâtiment législatif de l'État Caroline du Nord (en) à Raleigh.

## Président
La Chambre est présidée par le speaker, élu entre ses membres.

## Représentation
Lors des élections de 2010, la Chambre des représentants bascule en faveur du Parti républicain pour la première fois depuis la Reconstruction. Depuis les élections de 2012, les républicains disposent d'une « supermajorité », permettant notamment d'outrepasser le veto du gouverneur. En 2016, la Chambre des représentants comptait 74 républicains, 45 démocrates et un indépendant pro-républicain.
| Date      | Parti      | Parti        | Total |
| Date      | Démocrates | Républicains | Total |
| --------- | ---------- | ------------ | ----- |
| Date      |            |              | Total |
| 2009-2011 | 68         | 52           | 120   |
| 2011-2013 | 52         | 68           | 120   |
| 2013-2015 | 43         | 77           | 120   |
| 2015-2017 | 46         | 74           | 120   |
| 2017-2019 | 46         | 74           | 120   |
| 2019-2021 | 55         | 65           | 120   |
| 2021-2023 | 51         | 69           | 120   |